# Ronald Gallegos
Jesús Ronald Gallegos Vera (Cochabamba, 6 de septiembre de 1982) es un futbolista boliviano. Juega de centrocampista y su actual equipo es CDT Real Oruro de la Primera División de Bolivia.

## Clubes
| Club                 | País    | Año         |
| -------------------- | ------- | ----------- |
| Jorge Wilstermann    | Bolivia | 2002 - 2005 |
| Universitario (USFX) | Bolivia | 2006 - 2007 |
| Real Potosí          | Bolivia | 2008        |
| Universitario (USFX) | Bolivia | 2009 - 2013 |
| Aurora               | Bolivia | 2013 - 2014 |
| Petrolero            | Bolivia | 2014 - 2015 |
| Nacional Potosí      | Bolivia | 2015 - 2016 |
| Real Potosí          | Bolivia | 2016 - 2017 |
| Nacional Potosí      | Bolivia | 2017 - 2019 |
| Fancesa              | Bolivia | 2020        |
| Universitario (USFX) | Bolivia | 2021 - 2022 |
| Totora Real Oruro    | Bolivia | 2023        |